# Sic transit gloria mundi
Pater sancte, sic transit gloria mundi (Helige fader, så förgår världens härlighet) är en fras som fram till 1963 användes som ett slags memento mori när en nyvald påve beträdde Peterskyrkan i Rom och en bunt blånor antändes tre gånger.
Ceremonin kan spåras till 1200-talet, då den nämns i Stefan av Bourbons skrifter.